# Finsterwolde
Finsterwolde est un village qui fait partie de la commune d'Oldambt dans la province néerlandaise de Groningue.
Jusqu'au 1er janvier 1990, Finsterwolde était une commune indépendante. Finsterwolde a alors été rattaché à la commune de Beerta. En 1991, cette commune a pris le nom de Reiderland. Depuis le 1er janvier 2010, la localité fait partie de la commune d'Oldambt.